# Lilienfeld
Lilienfeld là một thị xã thuộc huyện Melk trong bang Niederösterreich.

## Partnership towns
- Třebíč